# Rito scozzese antico ed accettato
Il rito scozzese antico ed accettato (abbreviato RSAA) è uno dei riti iniziatici della massoneria. Si articola in trentatré gradi, anche se di fatto non tutti i gradi vengono praticati. Si costituisce in un percorso di approfondimento della massoneria, al di là dei primi tre gradi, detti simbolici (apprendista, compagno, maestro). Per poter accedere al Rito scozzese occorre quindi far parte dell'ordine massonico, con il grado di maestro.

## Storia

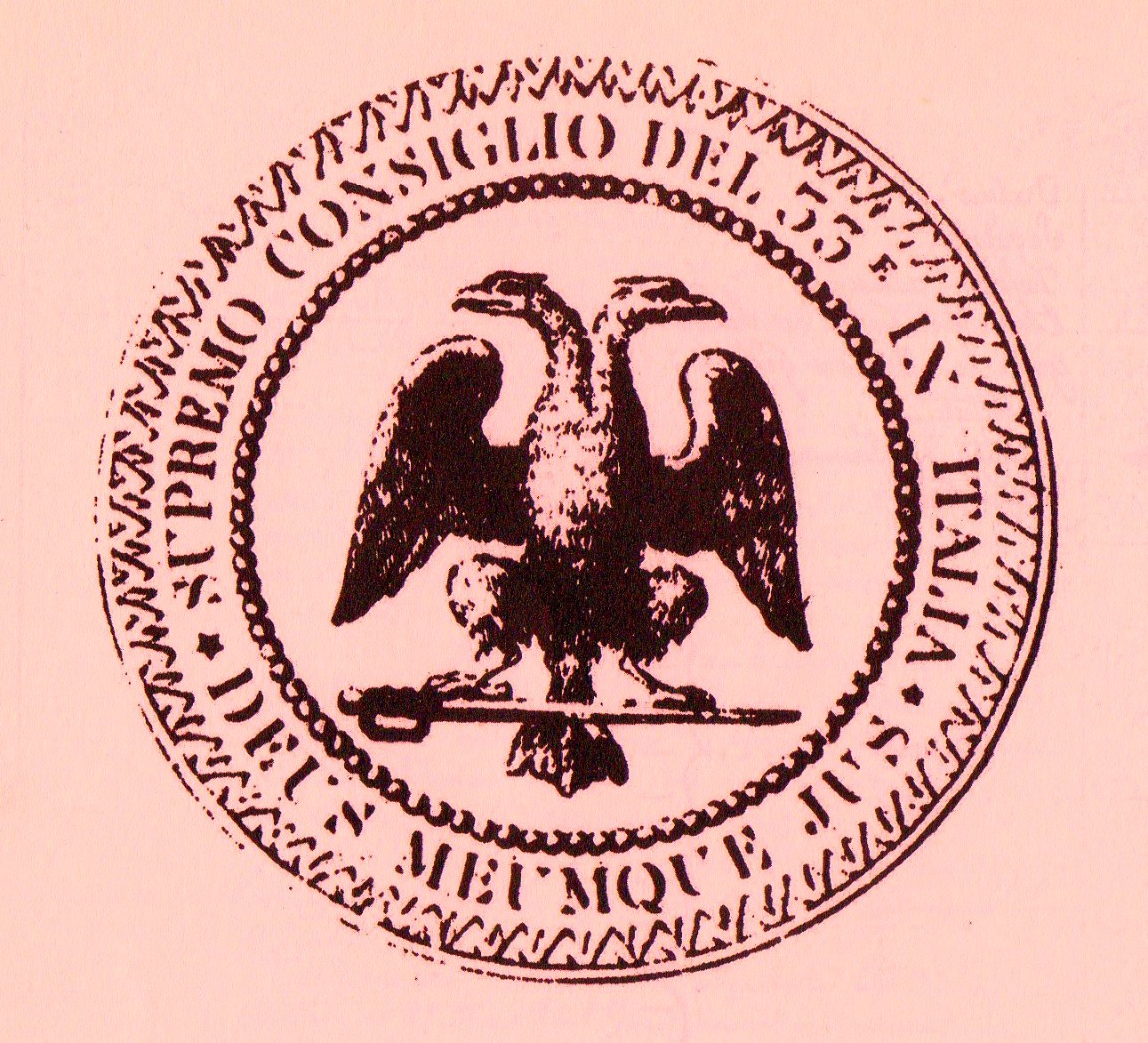
Timbro del Supremo Consiglio di Milano (1805)

Di massoneria scozzese si comincia a parlare nel 1743 con le Ordonnances générales pubblicate dalla Gran loggia di Francia. Tappe successive dell'evoluzione storica del rito sono dapprima il capitolo di Clermont del 1754, e poi gli Imperatori d'Oriente ed Occidente del 1758, che posero in pratica il rito di perfezione, ponendo le basi per la unificazione dei vari riti scozzesi in un unico ordine.
Il 31 maggio 1801 fu fondato il primo supremo consiglio a Charleston, negli Stati Uniti, il Supreme Council, Scottish Rite (Southern Jurisdiction, USA o "Mother Supreme Council of the World", ovvero Supremo Consiglio madre del mondo).
In Svizzera, il 31 gennaio 1802 nacque il Capitolo «La Prudence» a Ginevra, mentre il Supremo Consiglio Svizzero fu costituito nel 1873 a Losanna.
Il 16 marzo 1805 fu fondato a Milano il Supremo Consiglio d'Italia del Rito scozzese antico ed accettato che, dopo la fusione con i Supremi consigli di Torino, Roma, Napoli e Palermo, ha sede in Roma dal 1887.
In Italia il 19 maggio 1925 la Camera approvò la Legge sulle Associazioni, che di lì a poco avrebbe inibito l'attività delle logge massoniche sul territorio italiano, soggetto al regime fascista. Il successivo 22 novembre (pochi giorni prima della promulgazione delle Leggi fascistissime, legge n. 2029, il 26 novembre), il Gran Maestro Domizio Torrigiani firmò il decreto di scioglimento di tutte le logge massoniche dell'Ordine - ma non del Grande Oriente d'Italia - al fine di una loro "ricostituzione" in aderenza ai principi della nuova legge; contestualmente veniva costituito un "comitato ordinatore", con il compito di individuare le idonee modalità di ricostituzione dell'ordine e delle logge stesse. Parimenti Ettore Ferrari non sciolse il Supremo Consiglio del Rito scozzese antico e accettato, di cui era il Sovrano Gran Commendatore.

## Organizzazione
In ciascuna giurisdizione nazionale, il Rito scozzese antico ed accettato è governato da un Supremo Consiglio dei "Sovrani grandi ispettori generali" del 33º ed ultimo grado e presieduto da un "Sovrano gran commendatore". Quest'organo esercita poteri legislativi, amministrativi e rituali.
La cosiddetta massoneria scozzese fu innanzitutto rappresentata dal rito di perfezione, costituito da 25 gradi:
1. apprendista
2. compagno d'Arte
3. maestro
4. maestro segreto
5. maestro perfetto
6. segretario intimo
7. prevosto e giudice
8. intendente degli edifici
9. cavaliere eletto dei nove
10. illustre eletto dei quindici
11. sublime cavaliere eletto, capo delle dodici tribù
12. gran maestro architetto
13. cavaliere dell'arco reale
14. grande eletto, antico mastro perfetto, detto della perfezione
15. cavaliere d'Oriente o della spada
16. principe di Gerusalemme
17. cavaliere d'Oriente e d'Occidente
18. sovrano principe Rosa-Croce
19. gran pontefice, o maestro ad vitam
20. gran patriarca noachita
21. gran maestro della chiave della massoneria
22. principe del Libano, o cavaliere dell'ascia reale
23. sovrano principe adepto
24. illustre cavaliere, commendatore dell'aquila bianca e nera, cavaliere Kadosch
25. sublime principe del real segreto

Con l'affermazione del Rito scozzese antico ed accettato si giunge ad un nuovo sistema basato su 33 gradi di cui i primi tre non fanno parte del rito, ma dell'ordine massonico:
1. apprendista
2. compagno
3. maestro
4. maestro segreto
5. maestro perfetto
6. segretario intimo
7. prevosto e giudice o maestro irlandese
8. intendente degli edifici
9. cavaliere eletto dei nove
10. cavaliere eletto dei quindici
11. sublime cavaliere eletto
12. gran maestro architetto
13. compagno dell'arco reale di Enoch
14. grande eletto perfetto e sublime massone o grande scozzese della volta sacra
15. cavaliere d'Oriente o della spada
16. principe di Gerusalemme, gran consigliere, capo delle logge regolari
17. cavaliere d'Oriente e d'Occidente
18. sovrano principe Rosa-Croce o cavaliere dell'aquila e del pellicano
19. gran pontefice o sublime scozzese detto della Gerusalemme celeste
20. venerabile gran maestro di tutte le logge regolari, sovrano principe della massoneria o maestro a vita
21. noachita o cavaliere prussiano
22. cavaliere dell'ascia reale o principe del Libano
23. capo del tabernacolo
24. principe del tabernacolo
25. cavaliere del serpente di bronzo
26. scozzese trinitario o principe di compassione
27. grande commendatore del tempio o sovrano commendatore del tempio di Gerusalemme
28. cavaliere del sole o principe adepto
29. grande scozzese di Sant'Andrea di Scozia o patriarca delle crociate, cavaliere del sole, gran maestro della luce
30. grande eletto cavaliere Kadosch o cavaliere dell'aquila bianca e nera
31. grande ispettore inquisitore commendatore
32. sublime principe del real segreto
33. sovrano grande ispettore generale.

Non tutti questi gradi vengono praticati ritualmente (qui figurano in grassetto quelli di solito praticati). Ad esempio, la maggior parte delle giurisdizioni italiane praticano solo i gradi 4º, 9º, 14º, 18º, 30º, 31º, 32º e 33º. L'Ordine Massonico Le Droit Humain, oltre ad aver praticato sempre il 14º grado, pratica anche - per quanto concerne i riti di passaggio - anche i rituali 5°, 6°, 7° e 8°. Il Rito Scozzese associato al Grande Oriente d'Italia, come pure quello associato alla Gran Loggia d'Italia degli ALAM, ha reintrodotto la pratica del 14º grado. In ogni caso, le iniziazioni ai gradi praticati sono conferite ritualmente, mentre quelle dei gradi intermedi, quelli che non vengono praticati, vengono conferite "per comunicazione" all'atto del conferimento del grado superiore: ad esempio, l'iniziazione rituale al nono grado viene immediatamente preceduta dall'iniziazione "per comunicazione" ai gradi dal 5º all'8º.

### Grande eletto cavaliere Kadosch o cavaliere dell'aquila bianca e nera
Il cavaliere Kadosh è il 30º grado dei trentatré del Rito, è il più alto dei gradi operativi, in quanto gli ultimi tre (31°, 32°, 33°) sono ritenuti gradi amministrativi.
Kadosh è una parola ebraica e significa santo o consacrato.
Fra le persone conosciute che arrivarono a questo grado si possono citare il politico repubblicano e ministro Randolfo Pacciardi e gli attori Totò e Alighiero Noschese.

### Grande ispettore inquisitore commendatore
Il Grande ispettore inquisitore commendatore è il 31º grado dei trentatré del Rito, è il primo dei tre gradi detti "amministrativi".
Fra le persone conosciute che arrivarono a questo grado si può citare Carlo Carnazza, che fu deputato e podestà di Catania.

### Sublime Principe del Real Segreto
Il Sublime Principe del Real Segreto è il 32º grado dei trentatré del Rito, è il secondo dei gradi detti "amministrativi".
Fra le persone conosciute che arrivarono a questo grado si possono citare Andrea Costa, che fu Gran Maestro aggiunto del Grande Oriente d'Italia. e il senatore e Deputato dell'Assemblea Costituente Pietro Mastino.

### Sovrano grande ispettore generale
Il Sovrano grande ispettore generale è il 33° e massimo grado e il suo motto è Deus meumque ius ("Dio e il mio diritto").
Il titolo viene conferito all'unanimità dal Supremo consiglio, l'organo di governo del Rito scozzese il cui nome completo è appunto "Supremo consiglio dei sovrani grandi ispettori generali del 33º ed ultimo grado". Quanti lo ricevono, infatti, ne entrano a far parte in qualità di membri "liberi" e successivamente è fra di loro che vengono scelti i membri "attivi" del Supremo Consiglio.
Il grado viene assegnato ai membri del rito solo per meriti speciali, come riconoscimento per il lavoro svolto vuoi all'interno dell'organizzazione vuoi nella vita pubblica, e non può essere concesso su richiesta. Gli insigniti assumono la denominazione di "ispettori generali onorari".
Fra le persone conosciute che arrivarono a questo grado si può citare Publio Cortini, che fu Gran Maestro del Grande Oriente d'Italia..

## Varianti in Italia
In Italia esistono vari supremi consigli del Rito scozzese, associati alle varie obbedienze massoniche, ma solamente il Rito scozzese antico e accettato, già aderente al Grande Oriente d'Italia, che il 12 aprile 2025 ha deliberato all'unanimità di stabilire rapporti di reciprocità con la Gran Loggia Regolare d'Italia e di ammettere nel rito Maestri membri attivi di Logge di questa Gran loggia, è riconosciuto a livello internazionale dal Supreme Council, Scottish Rite (Southern Jurisdiction, USA o "Mother Supreme Council of the World", ovvero Supremo consiglio madre del mondo).
Nel maggio del 2025 Andrea Roselli ne è stato eletto Sovrano Gran Commendatore .
Il Grand Orient de France e i Supremi Consigli liberali e adogmatici, in quanto tali, riconoscono come legittimi Gran Consigli del Rito Scozzese Antico ed Accettato tutti quelli tradizionalmente costituiti, quindi tanto quello aderente alla Gran Loggia d'Italia degli Antichi Liberi Accettati Muratori di Palazzo Vitelleschi, quello del Supremo Consiglio d'Italia e San Marino, pure quello dell'Ordine Le Droit Humain, che è per altro internazionale; quello del Grande Oriente d'Italia e quello del Gran Consiglio Femminile. 
Alcune obbedienze massoniche (ad esempio il Grande Oriente d'Italia) ammettono vari corpi rituali, fra i quali appunto il Rito scozzese, mentre altre - ad esempio la Gran Loggia d'Italia o il Supremo Consiglio d'Italia e San Marino - ammettono solo il Rito scozzese. In questo sta infatti la differenza terminologica fra "Gran Loggia" e "Grande Oriente": la prima è una federazione di logge che utilizzano lo stesso Rito; il secondo ammette al suo interno riti diversi.